# Juncalillo del Sur
Juncalillo del Sur este o arie protejată (arie specială de conservare — SAC, sit de importanță comunitară — SCI, arie de protecție specială avifaunistică — SPA) din Spania întinsă pe o suprafață de 187,22 ha, integral pe uscat.

## Localizare
Centrul sitului Juncalillo del Sur este situat la coordonatele 27°47′50″N 15°28′43″W / 27.7971°N 15.4787°V.

## Înființare
Situl Juncalillo del Sur a fost declarat arie de protecție specială avifaunistică în octombrie 2022 pentru a proteja 19 specii de animale. Alte tipuri de protecție:
- sit de importanță comunitară (în octombrie 1999)
- arie specială de conservare (în ianuarie 2010)[1][3][4]

## Biodiversitate
Situată în ecoregiunea , aria protejată conține 4 habitate naturale: Tufărișuri halofile mediteraneene și termo-atlantice (Sarcocornetea fruticosi), Galerii și tufărișuri riverane sudice (Nerio-Tamaricetea și Securinegion tinctoriae), Pajiști umede mediteraneene cu ierburi înalte de Molinio-Holoschoenion, Tufărișuri termo-mediteraneene și de pre-deșert.
La baza desemnării sitului se află mai multe specii protejate de  păsări (19): rața moțată (Aythya fuligula), Bucanetes githagineus, pasărea ogorului (Burhinus oedicnemus), Calonectris borealis, prundăraș de sărătură (Charadrius alexandrinus), barză albă (Ciconia ciconia), erete de stuf (Circus aeruginosus), Cursorius cursor, egretă mică (Egretta garzetta), șoim călător (Falco peregrinus), ciovlica roșcată (Glareola pratincola), piciorong (Himantopus himantopus), sitar de mal nordic (Limosa lapponica), gaia neagră (Milvus migrans), vultur pescar (Pandion haliaetus), lopătar (Platalea leucorodia), ploier auriu (Pluvialis apricaria), ciocântors (Recurvirostra avosetta), chiră de mare (Thalasseus sandvicensis).